# ميداليك
الشرق الأوسط للكهرباء «ميداليك» أو ميدور للكهرباء (بالإنجليزية: MIDELEC - Middle East Electricity)‏ هي شركة مساهمة حكومية مصرية، أنشأت سنة 1998 بنظام المناطق الحرة العامة وبرأس مال حوالي 137 مليون دولار أمريكي، تعمل في مجال إنشاء، صيانة، وتشغيل محطات التوليد وشبكات نقل وتوزيع الطاقة الكهربائية، وتمتلك محطة توليد كهرباء غازية بقدرة 193 ميجا واط بالمنطقة الحرة العامة بالإسكندرية، تُستخدم في إمداد مشروعات شركات ميدور، ميدتاب، الإسكندرية للبترول، والعامرية لتكرير البترول بالطاقة الكهربائية من خلال شبكات نقل وتوزيع بأطوال تصل إلى 25 كم، ويقع مقرها الرئيسي بمدينة القاهرة الجديدة.

## المساهمون
تتوزع نسب المساهمين في الشركة كالتالي:
| - ميدتاب. (46.8%) - البنك الأهلي المصري (11.25%) - بنك قناة السويس (10.9%) - المصرية للمشروعات الاستثمارية (9.17%) - بنك مصر (7%) - بنك فيصل الإسلامي المصري (5%) |  | - مصر للتأمين (2.24%) - مصر لتأمينات الحياة (1.9%) - البنك العقاري المصري العربي (1.9%) - صندوق استثمار البنك العقارى المصرى العربي (1.5%) - آخرون (2.18%) |

## وصلات خارجية
- الموقع الرسمي للشركة.